# Turistická značená trasa 8613
 Turistická značená trasa č. 8613 měří 6,9 km; spojuje obci Biely potok a Hrabovo - hot. Primus v severovýchodní části pohoří Velké Fatry na Slovensku.

## Průběh trasy
Z obce Bieleho potoka prudce stoupá ke skanzenu Vlkolínci, odtud stoupáním pokračuje do Sedla pod Sidorovom. Dále klesá lesním traverzem přes k hotelu Primus.
| Km  | Místo                 | Navazující a křižující trasy | Souřadnice                      | Nadm. výška |
| --- | --------------------- | ---------------------------- | ------------------------------- | ----------- |
| 0,0 | Biely potok           | 5605                         | 49°2′27″ s. š., 19°17′57″ v. d. | 520 m n. m. |
| 1,8 | Vlkolínec             | Naučná stezka Vlkolínec      | 49°2′21″ s. š., 19°16′46″ v. d. | 718 m n. m. |
| 2,8 | Sedlo pod Sidorovom   | 56000                        | 49°2′46″ s. š., 19°16′18″ v. d. | 860 m n. m. |
| 3,3 | Vlkolínské louky      | 0856, 2718                   | 49°3′ s. š., 19°16′22″ v. d.    | 820 m n. m. |
| 6,1 | Ráczc. pod Kalváriou  | 2718                         | 49°4′20″ s. š., 19°16′53″ v. d. | 614 m n. m. |
| 6,9 | Hrabovo - hot. Primus |                              | 49°4′12″ s. š., 19°16′24″ v. d. | 560 m n. m. |